# برواية (الهايي)
برواية (بالفارسية: بروایه) هي قرية وتقع في إيران في قسم الهايي الريفي. يقدر عدد سكانها بـ 476 نسمة بحسب إحصاء 2016.